# Kamienica Podelwie w Krakowie
Kamienica Podelwie – zabytkowa kamienica znajdująca się w Krakowie, w dzielnicy I przy ulicy Grodzkiej 32, na Starym Mieście.

## Historia kamienicy
Kamienica została wzniesiona na początku XV wieku przez Parkiera. Około 1430 nad portalem umieszczono godło kamieniczne przedstawiające lwa, pochylonego nad dwoma lwiątkami, od którego pochodzi nazwa budynku. W I połowie XVI wieku kamienica należała do rodziny Bonerów. W 1562 Jan Boner sprzedał ją miastu, w którego posiadaniu znajdowała się do 1809. W latach 1817–1830 została gruntownie przebudowana. Budynek spłonął podczas wielkiego pożaru Krakowa w 1850, jednak wkrótce został odbudowany. Z tego okresu pochodzi klasycystyczna fasada. W 1924 kamienicę nadbudowano o trzecie piętro.

## Architektura
Trzypiętrowa kamienica została wymurowana z cegły, otynkowana, na planie prostokąta, podpiwniczona. 
Klasycystyczna fasada jest siedmioosiowa, z kutą bramą obramioną kamiennym portalem w osi środkowej, nad którym znajduje się godło przedstawiające lwa pochylającego się nad dwoma lwiątkami. Okno nad nim, na poziomie piętra jest zwieńczone trókątnym przyczółkiem.
Kondygnacje wydzielone są profilowanymi gzymsami.
Wszystkie otwory okienne są prostokątne, bez obramień. W poziomie przyziemia znajdują się duże, prostokątne okna wystawowe lokali handlowych.

## Godło kamienicy
Godło pochodzi z 1431 roku i jest najstarszym zachowanym godłem w Krakowie.
Przedstawienie lwa pochylającego się nad dwoma lwiątkami nawiązuje do treści zawartych w średniowiecznych bestiariuszach. Wśród opisów lwa pojawiała się opowieść, że lwica urodziła martwe lwiątka, które po trzech dniach lew ożywił swoim oddechem. Na godle lew właśnie pochyla się nad lwiątkami i chucha na nie.

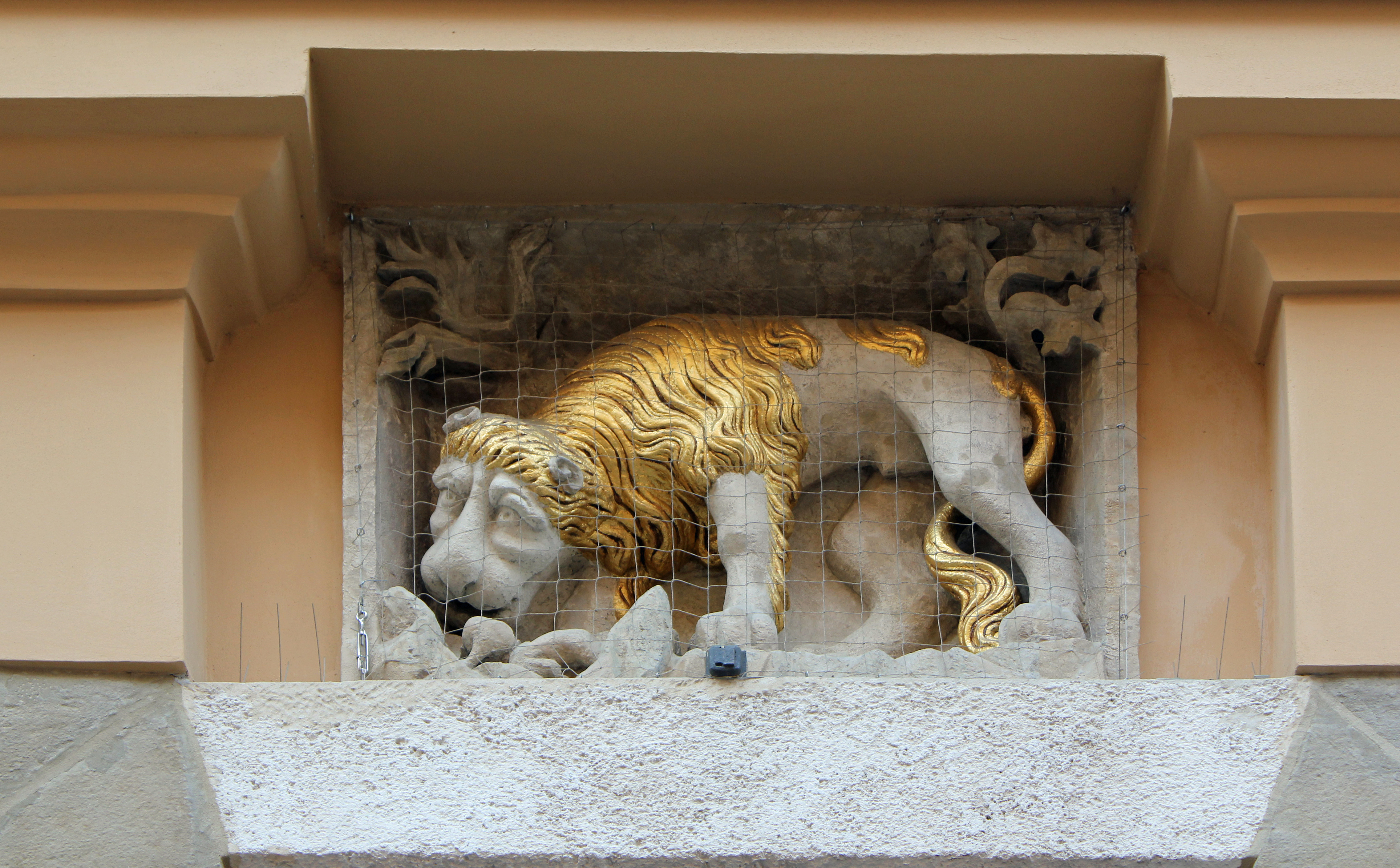
Godło domu.
Najstarsze z zachowanych w Krakowie.